# South Twin
South Twin är en bergstopp i Kanada.   Den ligger i provinsen Alberta, i den centrala delen av landet, 3 100 km väster om huvudstaden Ottawa. Toppen på South Twin är 3 566 meter över havet, eller 320 meter över den omgivande terrängen. Bredden vid basen är 1,7 km.
Terrängen runt South Twin är huvudsakligen mycket bergig.Trakten runt South Twin är nära nog obefolkad, med mindre än två invånare per kvadratkilometer.. Det finns inga samhällen i närheten. 
Trakten runt South Twin är permanent täckt av is och snö.